# Halteafroep
Een halteafroep of stationsafroep is het omroepen in trein, tram, metro of bus wat de eerstvolgende halte of station is. Dit werd oorspronkelijk door de bestuurder of conducteur gedaan. Later kwam de automatische halteafroep in zwang. Hierbij worden vooraf ingesproken boodschappen op het juiste moment met behulp van een computer afgespeeld.

## Afroep per keer
Bij een afroep per keer roept de machinist, conducteur, bestuurder of chauffeur de eerstvolgende halte om.
Bij de Nederlandse Spoorwegen wordt een klein station meestal door de machinist omgeroepen, hij heeft een microfoon in de stuurcabine en hij zit altijd in de buurt van de microfoon. Wordt er een groter station aangekondigd, waarbij er overstapmogelijkheden zijn, dan wil men de aandacht van de machinist niet afleiden en verzorgt de hoofdconducteur de omroep. De hoofdconducteur spreekt in een telefoonhoorn/-toestel in zijn cabine of in een afsluitbaar kastje op een balkon.

## Automatische afroep
Bij een automatische halteafroep zorgt een RTTIS-systeem voor het afroepen van het volgende station of halte. De bestuurder stelt voorafgaand aan de rit in welke serie haltes afgeroepen moet worden. Soms gebeurt dit apart voor het halteafroepsysteem, soms is dit gekoppeld aan andere apparatuur die het rit-, lijn- of dienstnummer voert, zoals de VETAG of het TNV.
Het systeem heeft een aantal manieren om te "weten" wanneer het welke omroep moet afroepen:
- Gereden afstand, bijvoorbeeld gemeten via het aantal asomwentelingen
- gps
- Een baken, zoals lus of korteafstandsradio.

## Halteafroepers in Nederland

### Connexxion
Bij Connexxion gaf Marion Jager haar stem van de automatische halteafroep en de meldteksten in de Connexxion-bussen, -treinen en -trams.

### HTM en RET
Bij HTM en RET verzorgt Carolina Mout de stem van de automatische halteafroep. Per 2016 was een Engelse versie van Mout bij de RET te horen. Deze afroep kreeg kritiek, vanwege de slechte uitspraak, zodat de RET na een maand besloot om Engelse moedertaalspreker Claire King de teksten opnieuw in te laten spreken. Ook HTM gebruikt de stem van King voor de Engelse afroepen.

### GVB
Bij GVB in Amsterdam is een aantal stemmen gebruikt voor de halteafroep:
- Philip Bloemendal was de oorspronkelijke omroeper voor de LHB- en BN-metrostellen.
- Debby Kowsoleea verving na verloop van tijd in de LHB-wagens de stem van Bloemendal.
- Noortje van Oostveen was de oorspronkelijke omroepstem voor de CAF-metrostellen.
- Al deze stemmen zijn rond de eeuwwisseling vervangen door die van Marc Klardie, die ook in de trams en bussen van het GVB gebruikt wordt.
- De stem van Miek Warnaar werd gebruikt voor automatische omroep bij storingen en werkzaamhedenomroepen op stations en haltes.
- Vanaf 2017 werden metroafroepen vervangen door een computerstem, om zo omroepen desgewenst sneller te kunnen afspelen. Tegelijkertijd werd een automatische stationsaankondiging voor de volgende metro toegevoegd, ingesproken door stemactrice Carolina Mout.
- Bij de Noord-Zuidlijn worden omroepen van de metrostations gedaan door Walter Bonn, terwijl waarschuwingen, storingen en omleidingen gedaan door GVB-medewerker Nancy Kaandorp. Beiden zijn GVB-medewerkers die geselecteerd werden met een verkiezing.[2]

De bestuurder, chauffeur of conducteur kan te allen tijde ook handmatig omroepen. Ook is het mogelijk dat de Centraalpost collectief een omroepbericht over bijvoorbeeld een stremming of omleiding in alle voertuigen, of voertuigen van een bepaalde lijn laat omroepen. Vroeger beschikte het GVB op een aantal haltes over praatpalen waarbij de Centraalpost een bericht kon omroepen over een omleiding of stremming.

### Nederlandse Spoorwegen
Bij de Nederlandse Spoorwegen wordt in al het Sprinter-materieel automatisch omgeroepen. Voor de omroepen in de sprinters zijn twee systemen in gebruik: RIS (SLT) en OBIS (SNG & FLIRT).
Enkele minuten voordat de trein vertrekt vanaf het beginpunt worden de reizigers welkom geheten, tevens worden bij bepaalde stations overstapmogelijkheden gemeld. Dit is zowel bij RIS als OBIS. Tot 2018 werden de eindbestemming en tussengelegen stations door RIS omgeroepen vanaf het beginpunt. Duidelijk is bij RIS te horen dat er fragmenten aan elkaar zijn geplakt door een korte stilte binnen een omroepbericht. Engelse omroepen worden alleen gedaan bij nadering van bepaalde stations. Loes van der Schaft was tot 2011 de stem voor het RIS-systeem. Na haar overlijden zijn de afroepen door Simone Delorme opnieuw ingesproken.
Bij de introductie van de FLIRT binnen het wagenpark is het bedrijf overgestapt van ingesproken omroepen naar omroepen op basis van tekst-naar-spraak, de softwareleverancier noemde de stem Jasmijn. Passagiers klaagden daarna over de onnatuurlijke intonatie, articulatie en het verkeerd uitspreken van bestemmingen. Een groot deel van de problemen zijn opgelost met een update van OBIS die rond februari 2020 is doorgevoerd. Na deze wijziging is een nieuwe stem te horen in de trein genaamd Tessa.

### Qbuzz
Qbuzz maakt voor de automatisch halteafroep in Zuidoost-Friesland en Stadsregio Rotterdam gebruik van de stem van Aleid Jacobi. Zij heeft ook de haltes voor de nieuwe GD-concessie (Groningen/Drenthe) ingesproken.
In de concessie Drechtsteden, Molenlanden en Gorinchem (DMG) zijn de automatische halteafroepen ingesproken door Albert-Jan Sluis. Dit geldt ook voor de halteafroepen in de concessies Zuid-Holland Noord (ZHN) en Regio Utrecht.

### Arriva
Ook bij Arriva Limburg ging men over op spraak-naar-tekst-omroepen bij de introductie van de FLIRT. Dezelfde problemen die zich voordeden bij de NS deden zich voor in Limburg. Na een paar maanden is dit gewijzigd in de stem van L1-presentatrice Kirsten Paulus. Zij is ook te horen in de bussen van Arriva in Limburg.
In bijna alle andere concessiegebieden waar Arriva rijdt wordt tegenwoordig gebruikgemaakt van een computerstem. Alleen in de stoptrein van Almelo naar Hardenberg en in de regionale treinen in Friesland zijn de halteafroepen ingesproken.

### Prorail
Op Nederlandse spoorwegstations worden kleine vertragingen sinds midden 2003 omgeroepen door het Tuffy-systeem. Dit systeem is genoemd naar Tuffie Vos, die haar stem aan de omroepen gaf. Alle plaatsnamen zijn meerdere keren opgenomen, met verschillende intonaties voor het begin, midden en eind van een rij plaatsen.
Vooraf opgenomen boodschappen over bijvoorbeeld rookverbod en werkzaamheden worden ingesproken door Arie Leenman, een medewerker reizigersinformatie bij de Nederlandse Spoorwegen. Sinds de dienstregeling van 2022 is een nieuwe omroepstem te horen op de Nederlandse stations, Karin van As.

### Keolis Nederland
Bij Keolis Nederland wordt de halteafroep ingesproken door Jeroen Kimmel.